# Mexikanische Mokassinotter
Die Mexikanische Mokassinotter (Agkistrodon bilineatus) ist eine Schlangenart aus der Unterfamilie der Grubenottern. Gelegentlich wird sie auch als Mexikanische Mokassinschlange bezeichnet. Sie kommt mit drei Unterarten in küstennahen Bereichen vom nördlichen Mexiko bis Costa Rica vor. Die Art bewohnt dort vor allem tropische Laub- und Trockenwälder. Sie ernährt sich von einem breiten Spektrum kleiner Wirbeltiere. 
Die Mexikanische Mokassinotter ist wegen ihrer leichten Erregbarkeit, ihrer Aggressivität und ihrer Giftigkeit in weiten Teilen ihres Verbreitungsgebietes gefürchtet und hat zumindest nach älteren Berichten eine Reihe von Todesfällen verursacht. Sie zählt heute jedoch wegen der fortschreitenden Zerstörung ihres Lebensraumes zu den am stärksten gefährdeten Schlangenarten Amerikas.

## Beschreibung
Die Mexikanische Mokassinotter ist eine mittelgroße bis große, kräftige Schlange mit einem relativ langen Schwanz. Die Gesamtlänge beträgt bei adulten Tieren meist über 80 cm, die bisher bekannte Maximallänge liegt bei 138 cm. Auf den Schwanz entfallen bei Männchen im Mittel je nach Population 19–23 % der Gesamtlänge, bei Weibchen 16–22 %. 

### Beschuppung
Die Art zeigt wie alle Arten der Gattung meist 9 große, symmetrische Schilde auf der Kopfoberseite. Die Parietalia sind jedoch häufig insbesondere zum Schwanzende hin (posterior) in mehrere kleinere Schuppen fragmentiert, bei einigen Individuen ist auch das Frontale fragmentiert oder die Praefrontalia sind durch eine längliche Mittelschuppe getrennt. Die Anzahl der Supralabialia beträgt 7 bis 9, die Zahl der Infralabialia 8 bis 13.
Die Rückenschuppen sind in der Körpermitte in 21–25, im Mittel in 23 Längsreihen angeordnet. Die Anzahl der Bauchschuppen (Ventralschilde) variiert bei Männchen zwischen 127 und 142, bei Weibchen zwischen 128 und 144, die Zahl der Subcaudalia zwischen 55 und 71 bei Männchen und 46 bis 67 bei Weibchen.

### Färbung
Die Grundfarbe der Oberseite ist individuen-, herkunfts- und altersabhängig sehr variabel dunkelgrau bis fast schwarz, dunkelgraubraun, dunkelgelb, rötlich oder rotbraun. Auf dieser Grundfarbe befinden sich auf der Oberseite 10–19, je nach Population im Durchschnitt 12–15 braune bis schwärzliche Querbänder, die unregelmäßig durch diagonal verlaufende, weiße, cremefarbene oder gelbe Fleckenreihen begrenzt werden. Die Querbänder sind meist heller als die Grundfarbe, aber mit zunehmendem Alter gleichen sich die Farben immer mehr an. Generell sind große Individuen dunkler als kleinere Tiere. Der Bauch ist grau, graubraun oder rötlich braun und unregelmäßig hell gefleckt. 

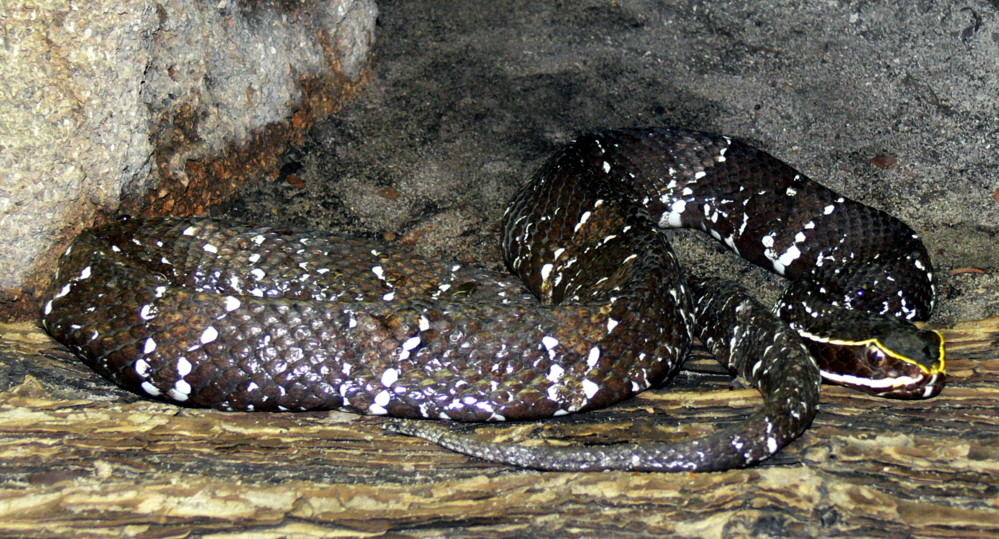
Mexikanische Mokassinotter

Sehr auffallend ist der Kopf gezeichnet. Die Kopfseiten zeigen bei fast allen Populationen zwei parallel verlaufende, breite, helle (meiste gelbe) Streifen. Der obere Kopfseitenstreifen verläuft von der vorderen Spitze des Rostrale entlang des Canthus nach hinten über die Ränder der Internasalia, der Präfrontalia und der Supraocularia und dann von den oberen Postocularia über die zweite Horizontalreihe der Temporalia. Danach biegt er nach unten ab und vereinigt sich häufig mit dem hinteren Ende des unteren Kopfseitenstreifens. Der obere Kopfseitenstreifen fehlt nur bei adulten Tieren aus dem südlichen Honduras, Nicaragua und Costa Rica. Der untere Kopfseitenstreifen ist deutlich breiter als der obere und beginnt am Rostrale oder einem der Praenasalia und verläuft dann über die Supralabialia nach hinten bis zum Maulwinkel. Danach biegt der untere Seitenstreifen nach unten ab und läuft dann weiter nach hinten. Im Gegensatz zur sehr ähnlichen Agkistrodon taylori ist dieser untere Seitenstreifen bei der Mexikanische Mokassinotter nach unten vor der Kieferkante im vorderen Bereich dunkel begrenzt, bedeckt also nicht wie bei A. taylori die gesamte untere Außenkante der Supralabialia. Einer oder beide Kopfstreifen können auf dem Hinterkopf unterbrochen sein. Rostrale und Mentale zeigen einen breiten, senkrechten, hellen Streifen.
Die untere Hälfte der Iris ist orange, rostbraun oder braun, die obere Hälfte ist deutlich blasser. Die Zunge ist orange, rot, oder orange-rosa mit gelben Spitzen.
Bei Jungtieren ist die distale Hälfte des Schwanzes hellgelb oder hell gelbgrün.

## Verbreitung und Lebensraum
Das Areal der Art umfasst überwiegend küstennahe Bereiche in Mittelamerika. An der Pazifikküste reicht die Verbreitung vom südlichen 
Sonora im nördlichen Mexiko nach Süden bis Costa Rica. Das Verbreitungsgebiet in Atlantiknähe ist wesentlich kleiner und auf die Halbinsel Yucatan und den Norden von Belize beschränkt. Die meisten Nachweise liegen aus Höhen unter 600 m vor, maximal wurde die Art im westlichen Mexiko in 1500 m Höhe festgestellt. 
Die Beschreibungen der Habitatansprüche der Mexikanische Mokassinotter waren zum Teil widersprüchlich; die Art wurde von einigen Autoren als bodenbewohnend, von anderen als semiaquatisch beschrieben. Überwiegend bewohnt die Art saisonal trockene Wälder, also tropische Trockenwälder, Dornbuschwälder und Savannen. Die Art ist jedoch durchaus anpassungsfähig, einige Populationen bewohnen permanent nasse Küstenmarschen oder die Umgebung von Teichen, andere kommen in Gebieten mit einer ausgeprägten und langanhaltenden Trockenzeit vor, wo sich die Tiere in der Regenzeit in temporären Kleingewässern und Überflutungsbereichen aufhalten. Schließlich wurde die Art auch auf felsigen Abhängen beobachtet, die ganzjährig ohne Gewässer bleiben.

## Systematik

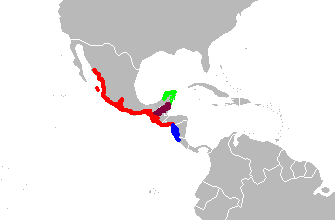
Verbreitung der Mexikanischen Mokassinotter, differenziert nach Unterarten. rot = A. b. bilineatus, blau = A. b. howardgloydi, grün = A. b. russeolus; violett = Mischzone

Heute werden drei Unterarten anerkannt. Die Verbreitungsgebiete der Unterarten grenzen unmittelbar aneinander; in den Randbereichen gibt es jeweils eine Mischzone.
- A. b. bilineatus; die Nominatform hat das größte Verbreitungsgebiet; es erstreckt sich am Pazifik von Mexiko bis El Salvador. Der obere Kopfseitenstreifen beginnt am Rostrale und verläuft nach hinten über den Canthus und die Supraocularia und dann schräg über die zweite Reihe der Temporalia. Der untere helle Kopfseitenstreifen beginnt am oder nahe dem Internasale und verläuft über das vordere Nasale nach hinten über die Supralabialia. Die Grundfarbe des Rumpfes und der Querbänder ist annähernd gleich, die Querbänder haben normalerweise keine Aufhellungen im Zentrum. Der Bauch ist durchgehend gefleckt. Kinn und Kehle sind auffallend hell gezeichnet.

- A. b. howardgloydi; das Verbreitungsgebiet umfasst die pazifiknahen Bereiche von Honduras bis Costa Rica. Der untere helle Kopfseitenstreifen ist im vorderen Bereich geteilt, die beiden Teile treffen sich in einem Winkel an der Grenze zwischen dem zweiten und dritten Supralabiale. Dieser untere Kopfseitenstreifen wird an der Oberkante außerdem durch eine schmale dunkle Linie betont. Die unteren Bereiche der Supralabiale sind blass und ungezeichnet und haben dieselbe Farbe wie die Infralabialia und Kinn und Kehle. Der obere Kopfseitenstreifen ist schmal und hinter dem Auge oft unterbrochen oder fehlt dort ganz. Die Grundfarbe von Kinn und Kehle ist orange oder bräunlich orange und auf Höhe des ersten bis sechsten Ventrale scharf abgesetzt von den dunklen übrigen Ventralia. Das in Längsrichtung mittlere Drittel oder Viertel des Bauches ist schwach oder gar nicht gefleckt. Jungtiere sind rot oder rötlich.

- A. b. russeolus; die Unterart besiedelt die Halbinsel Yucatan und den Norden von Belize. Der obere Kopfseitenstreifen ist schmal und hinter dem Auge oft unterbrochen. Der untere Kopfseitenstreifen ist breiter als der obere und nach hinten ab dem Maulwinkel unregelmäßig; er löst sich dort oft in einzelne Flecken oder Strichel auf. Die Querbänderung des Rumpfes ist meist auch bei adulten Tieren auffällig.

Die nächste Verwandte der Art ist Agkistrodon taylori, diese wurde erst im Jahr 2000 als eigene Art von der Mexikanischen Mokassinotter abgetrennt.

## Aktivität und Lebensweise
Die Art ist wie alle Arten der Gattung überwiegend in der Dämmerung und nachts aktiv. Die Tiere halten sich, soweit bekannt, ausschließlich am Boden oder im Wasser auf.

## Ernährung
Das Nahrungsspektrum ist wie bei den anderen Arten der Gattung sehr breit und umfasst praktisch alle kleinen Wirbeltiere des jeweiligen Lebensraumes, also Amphibien, Reptilien, Vögel und kleine Säugetiere, Jungtiere benutzen ihr helles Schwanzende als bewegten Köder und  fressen vermutlich auch Wirbellose. 
Bei einer Studie in Costa Rica wurden als Nahrung von Jungschlangen Frösche und kleine Eidechsen festgestellt, adulte Tiere fraßen hingegen Säugetiere und die vergleichsweise großen Schwarzleguane (Ctenosaura sp.). Als Beute nachgewiesen wurden ein Vertreter der Engmaulfrösche (Hypopachus variolosus), ein Vertreter der Leptodactylidae (Leptodactylus poecilochilus), der zu den Skinken gehörende Mabuya unimarginata, die zu den Schienenechsen gehörende Ameiva undulata, der Gemeine Schwarzleguan (Ctenosaura similis), die zu den Stacheltaschenmäusen gehörende Liomys salvini sowie ein Vertreter der Baumwollratten (Sigmodon hispidus).

## Fortpflanzung
Mexikanische Mokassinottern bringen ihre Jungen wie alle Arten der Gattung lebend zur Welt, sind also vivipar. Die Anzahl der Jungschlangen je Wurf beträgt 3 bis 20, meist 5 bis 10; die Jungtiere haben eine Gesamtlänge von 25 bis 32 cm. Vier in Gefangenschaft geborene Jungtiere wogen 7,7–9,3 g. In Costa Rica finden Paarungen von Dezember bis April statt und die Jungtiere werden von Juni bis August geboren. Angaben zum Durchschnitts- und Maximalalter freilebender Individuen sind unbekannt, in Gefangenschaft wurde ein Maximalalter von mindestens 24 Jahren nachgewiesen.

## Gift und medizinische Bedeutung
Die Toxingemische der Grubenottern sind die mit Abstand komplexesten natürlichen Gifte. Sie enthalten eine Mischung von Enzymen, niedermolekularen Polypeptiden, Metallionen und anderen, in ihrer Funktion bisher kaum verstandenen Komponenten. Entsprechend vielfältig sind die Wirkungen dieser Gifte.
Das Gift von A. bilineatus wirkt stark proteinabbauend und führt daher zur Zerstörung von Gewebe. Es verursacht starke Schmerzen, Rötungen, Schwellungen und Nekrosen in der Umgebung der Bissstelle. Das Gift wirkt hämolytisch und gerinnungshemmend, so dass die Patienten aus der Bissstelle bluten. Es enthält außerdem das Enzym Phospholipase A2, das eine toxische Wirkung auf Muskelfasern hat. Die Gewebezerstörungen können irreversibel und mit einem dauerhaften Funktionsverlust der betroffenen Gliedmaße verbunden sein. 
Die Art ist in ihrem Verbreitungsgebiet auch wegen ihrer Aggressivität gefürchtet und hat eine Reihe von Todesfällen verursacht, zum Teil innerhalb weniger Stunden nach dem Biss. Größere Studien zur Epidemiologie liegen bisher offenbar nicht vor, insgesamt ist die medizinische Bedeutung verglichen mit im selben Verbreitungsgebiet vorkommenden Arten der Amerikanischen Lanzenottern und Klapperschlangen jedoch offenbar gering.

## Bestand und Gefährdung
Belastbare Daten zur Größe der Gesamtpopulation gibt es nicht. Die Art ist in den letzten etwa 50 Jahren jedoch zumindest aus Teilen ihres Verbreitungsgebietes in Mexiko und Guatemala völlig verschwunden oder ist dort zumindest sehr selten geworden. Hauptgefährdungsfaktoren sind Habitatzerstörung durch die Umwandlung ihrer Lebensräume in landwirtschaftliche Nutzflächen sowie die extreme menschliche Verfolgung. Die IUCN stuft die Mexikanische Mokassinotter daher als Art der Vorwarnliste ein ("near threatened"), Campbell und Lamar zählen die Art zu den am stärksten bedrohten Schlangenarten der beiden Amerikas.